# Barraba
Barraba é uma aldeia em Nova Gales do Sul na Austrália. A aldeia fica na região Nova Inglaterra. Barraba era a sede de concelho do municípo Barraba Shire, não obstante ambos a aldeia e o seu municípo foram amalgamados no municípo do Conselho Regional de Tamworth em 2004. Barraba fica na Área Importante para os Aves de Bundarra e Barraba, que conserva o habitat da ave ameaçada Anthochaera phyrigia (em inglês: Regent Honeyeater).
Barraba é localizada a 477 km para noroeste de Sydney, a 548 km para sudoeste de Brisbane, e a 90 km para norte de Tamworth que é a cidade mais próxima. O Rio Manilla corre ao lado da aldeia. A aldeia fica no roteiro turístico Caminho dos Garimpeiros (em inglês: Fossickers’ Way) e encontra-se na Cordilhera Nandewar (em inglês: Nandewar Range).

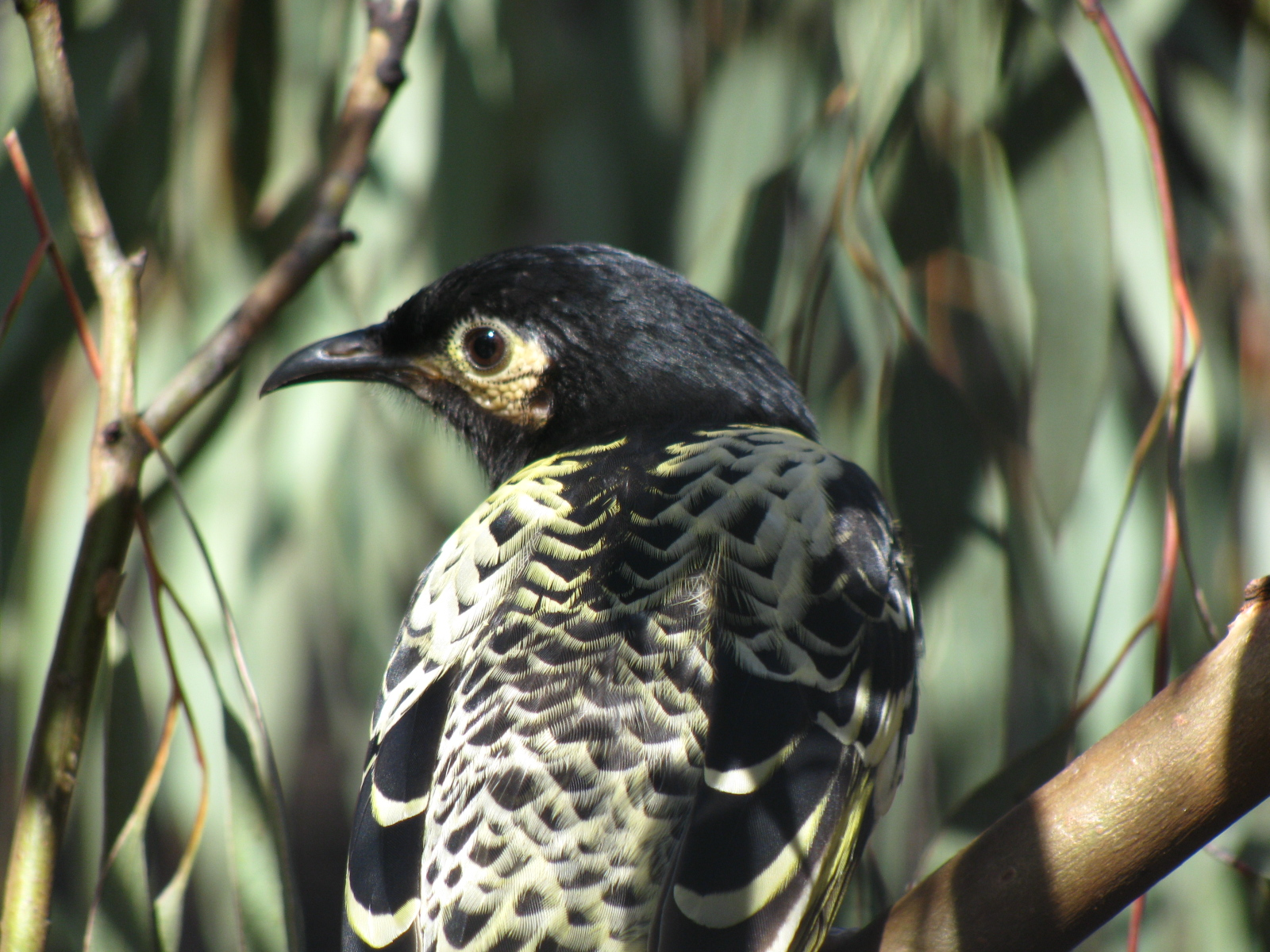
Anthochaera phrygia

## História
O povo aborígine, os Gamileraay (ou Kamilaroi), moravam no distrito antes da chegada do povo europeu. O primeiro homem europeu no distrito foi o explorador e botânico Allan Cunningham quem chegou lá em 1827. A primeira quinta, Barraba Station, foi estabelecida em 1837 ou 1838.  O síto da aldeia futura foi demarcado em 1852.
A descoberta do ouro ajudou a desenvolver a povoação. A primeira agência de correios foi aberta em 1856 e a primeira escola foi aberta em 1861. A primeira igreja anglicana foi construída em 1876 e o primeiro banco foi aberta em 1876 também. O primeiro hotel, o Hotel Commercial, foi construído em 1878 e o tribunal foi construído em 1881. Barraba foi proferida oficialmente uma aldeia em 1885. O hospital foi construído em 1891 e a igreja metodista foi construída em 1898.
O jornal local, Barraba Gazette, começou o seu publicação em 1900. A igreja católica foi construída em 1906. A ferrovia chegou a Barraba em 1908 no entanto o último comboio viajou a Barraba em 1983 e a ferrovia foi fechada em 1987. A Barragem do Riacho Connors (em inglês: Connors Creek Dam) foi construída em 1933 para melhorar o abastecimento de água à aldeia.

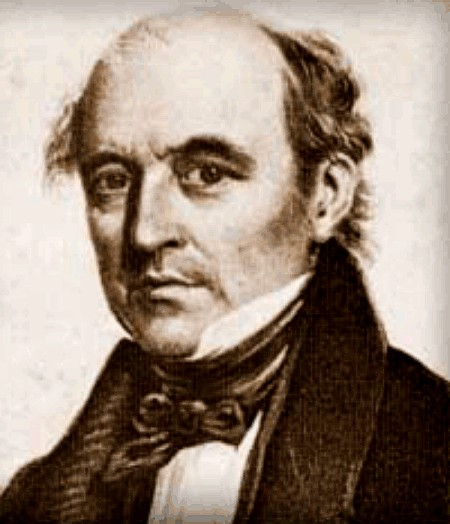
Allan Cunningham

## Mineração

### Cobre
O cobre foi descoberto a Gulf Creek em 1889 e a primeira mina foi estabelecida em 1892. Gulf Creek fica 22 km para nordeste de Barraba. Uma aldeia pequena foi estabelecida que conteu um hotel, uma escola e uma agência de correios. A mina era a maior mina de cobre em Nova Gales do Sul em 1901 no entanto a mina foi fechada na década de 1930. A aldeia pequena conteu 300 habitantes em 1901. A agência de correios foi aberta em 1897 e foi fechada em 1966. A aldeia pequena foi abandonada.

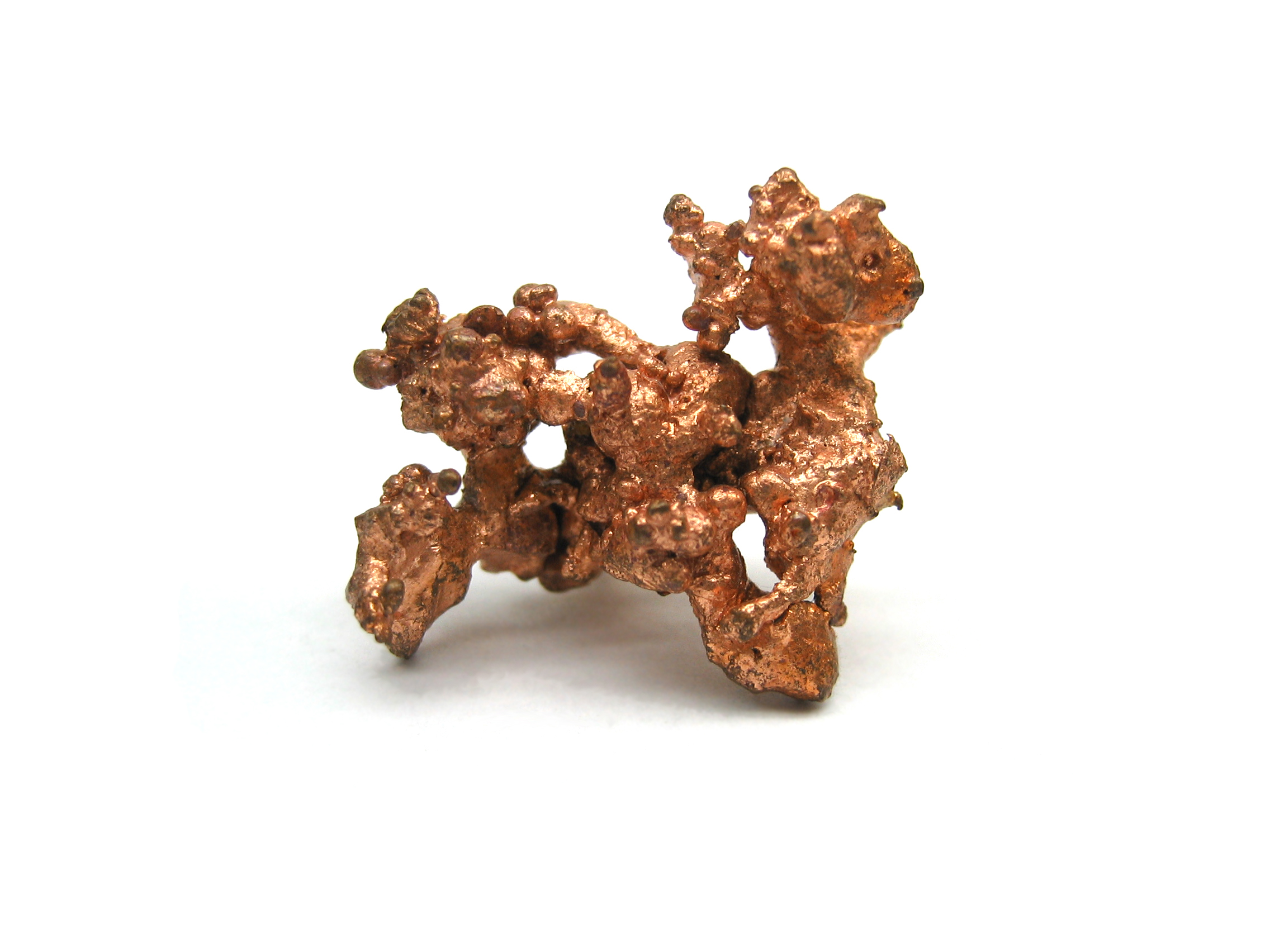
Cobre

### Amianto
O amianto era minado de 1919 a 1983 a Woodsreef que era uma aldeia pequena a 15 km para este de Barraba. A mina foi ampliada em 1972. A mina produziu 500.000 t de amianto branco.
A mina abandonada deixou 75.000.000 t de resíduos de rocha e 25.000.000 t de amianto para trás. A pilha de amianto cobre 43 ha e é até 70 m de altura.
Um boletim de notícias televisiva em 2008 descreveu a preocupação crescente que o amianto seja o risco à saúde para os habitantes e para os visitantes. A Fundação para as Doenças de Amianto de Austrália (em inglês: The Abestos Diseases Foundation of Australia) exigiu que o local da mina tem de ser reabilitado. A Fundação exigiu também que o público têm de não ser permitidos entrar o local da mina.  A via pública atravessou o local da mina até esta via foi fechada em 2013. A aldeia pequena foi abandonada.
O Serviço de Saúde para Hunter e Nova Inglaterra (em inglês: Hunter-New England Health) empreendu um estudo urgente sobre o implicações de saúde para a comunidade no entanto esse estudo ainda não é publicado.

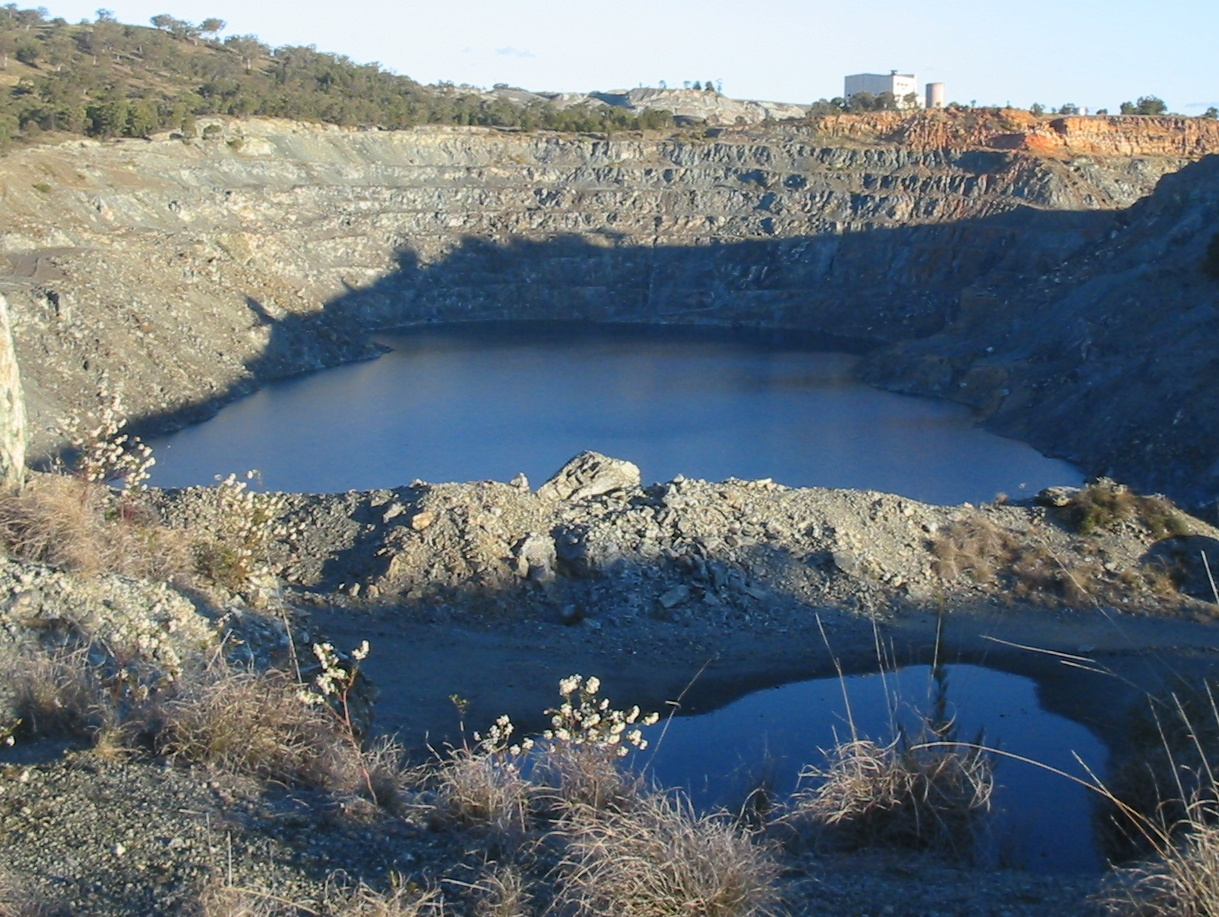
A mina de amianto a Woodsreef
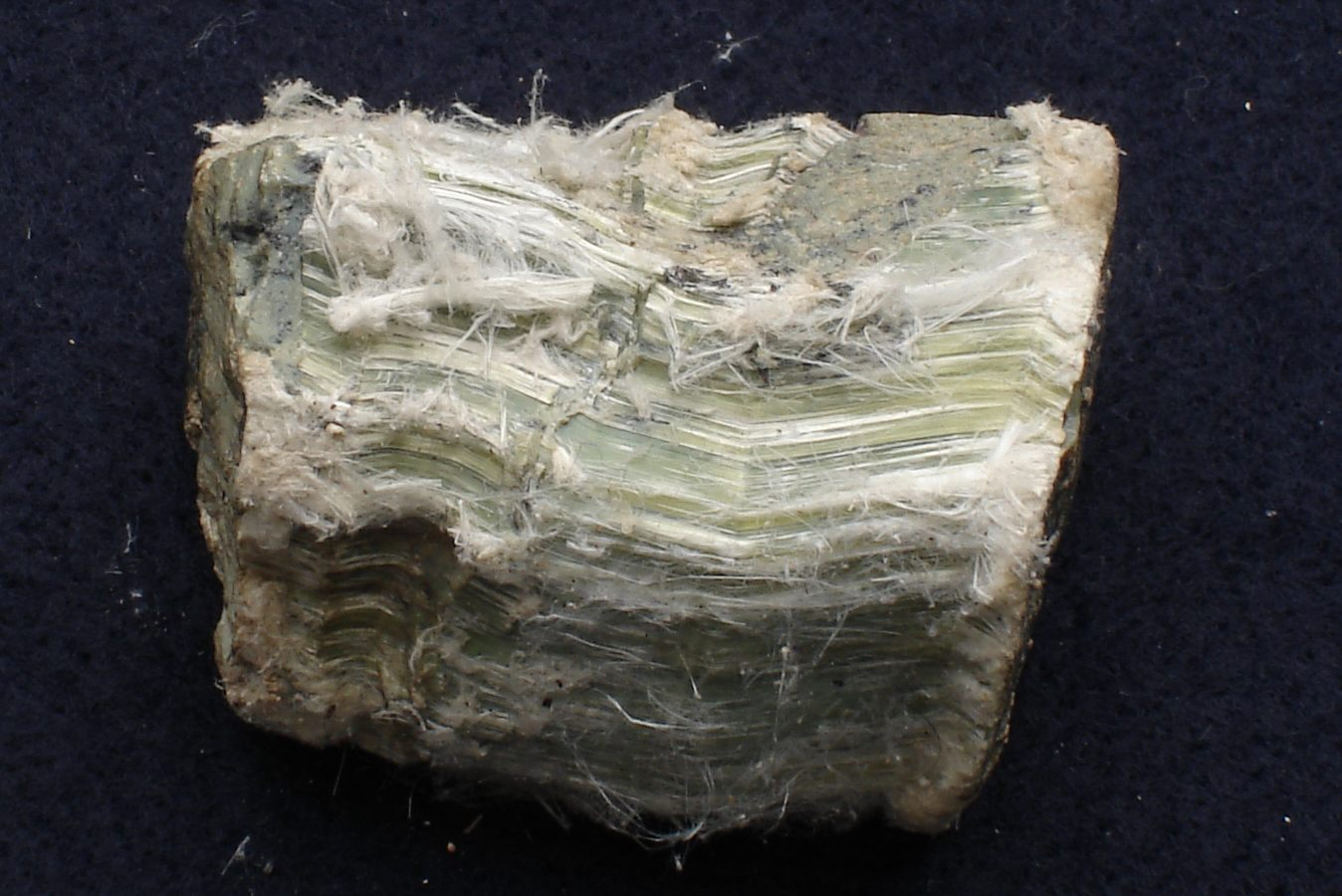
amianto
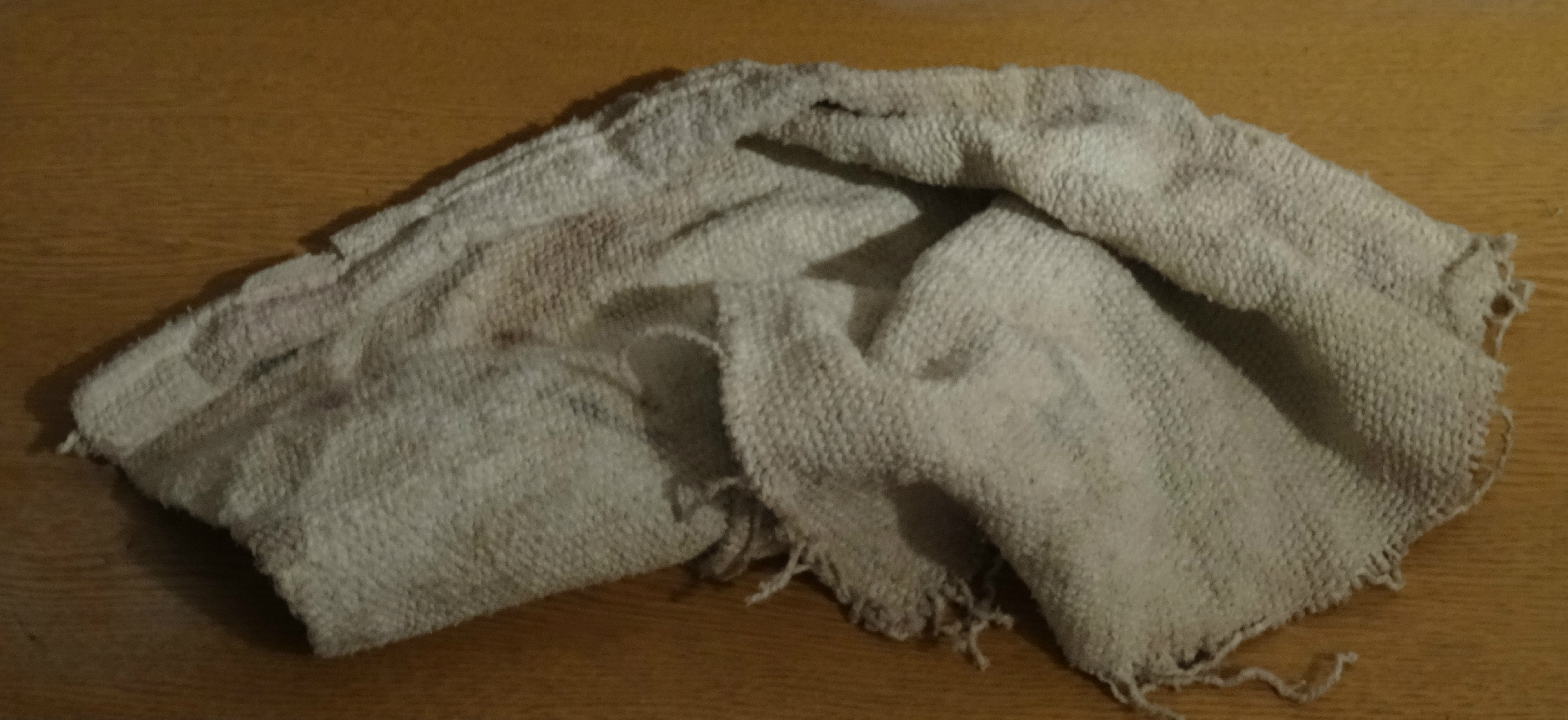
o tecido de amianto
asbestose

### Terra diatomácea
A mina de terra diatomácea foi estabelecida em 1982.

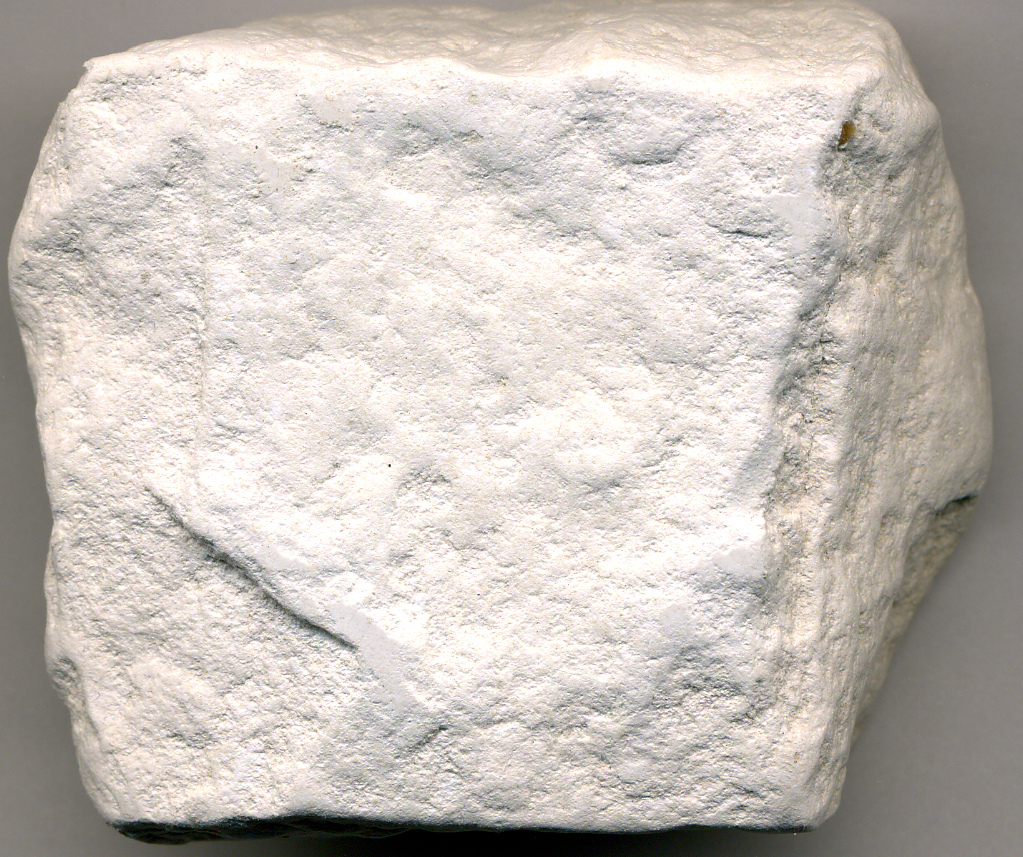
terra diatomácea

### Prospecção
Os pirites, o jaspe, as granadas, o zeólito e o quartzo vermelho, marrom e amarelo são encontrados no distrito. Os fósseis são encontrados também.

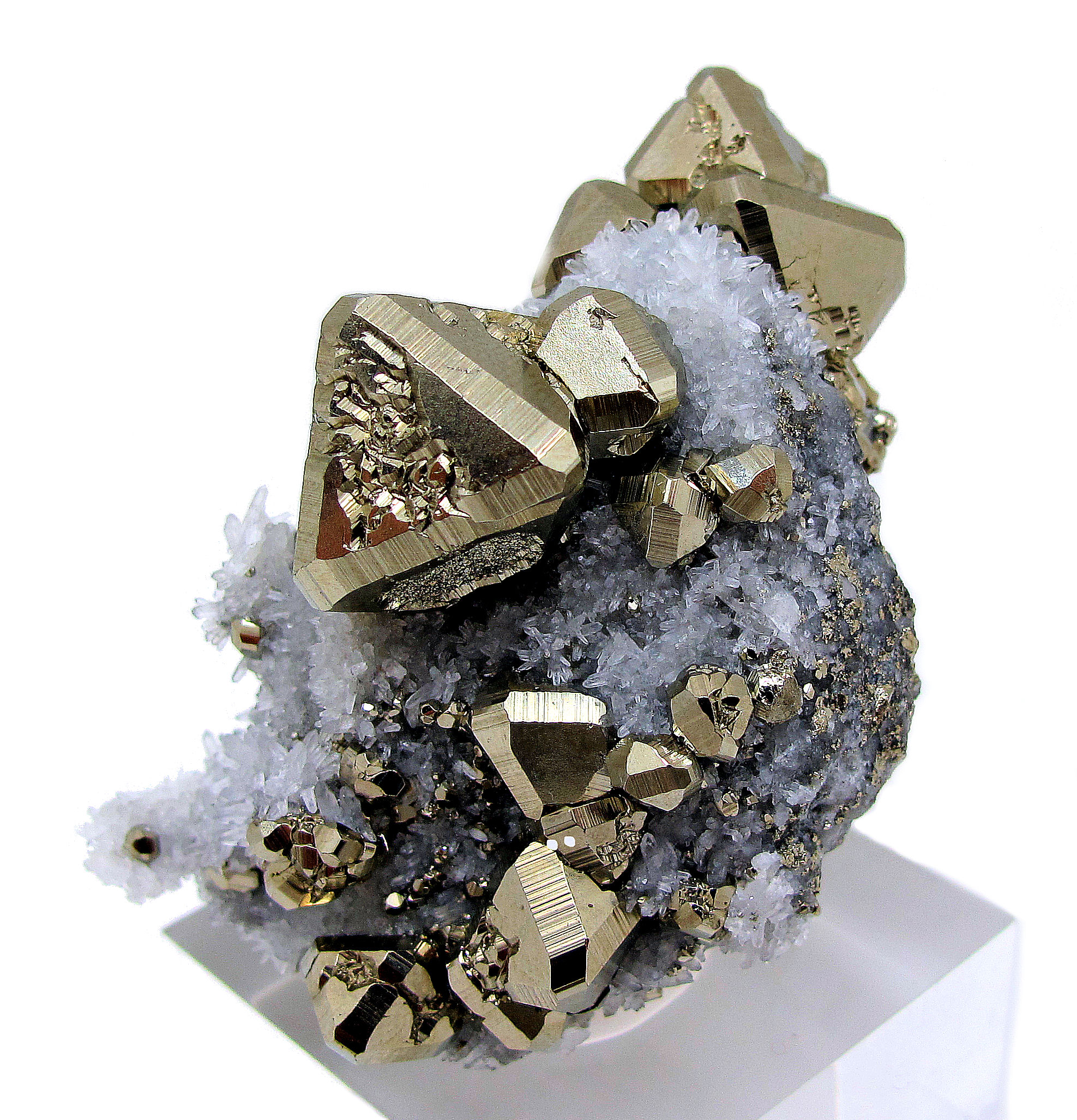
pirita
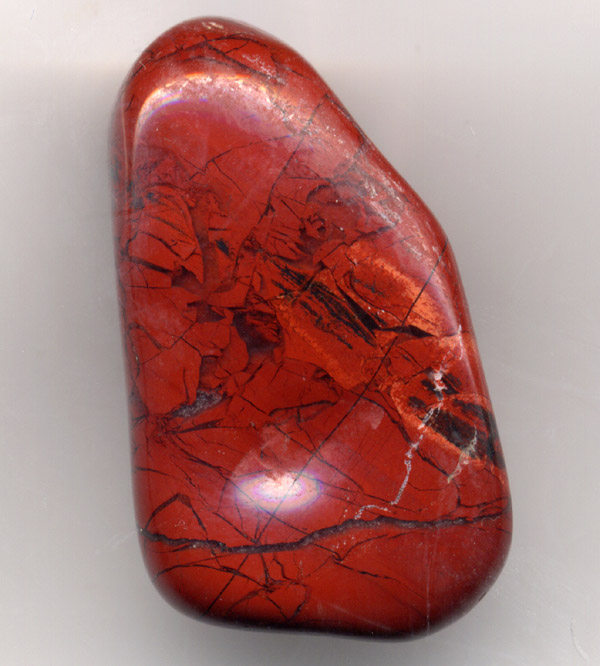
jaspe vermelho
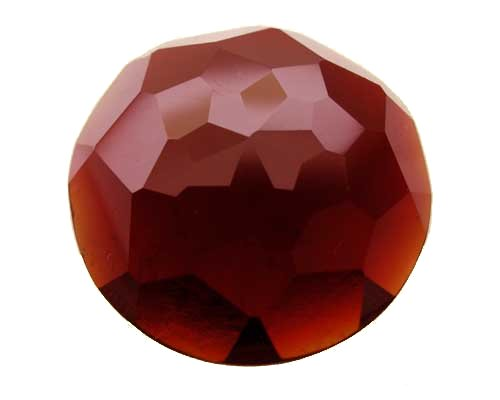
granata
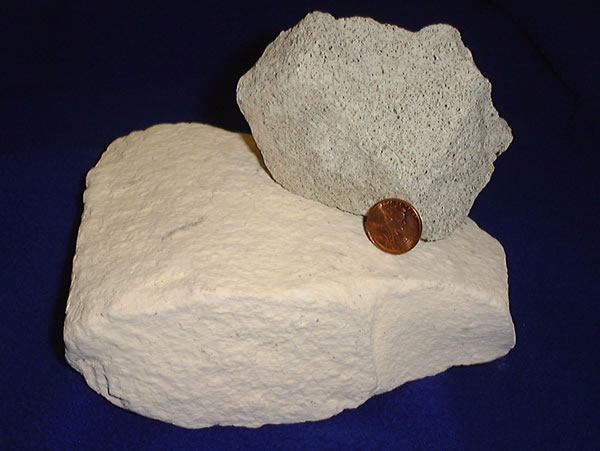
zeólito

## Agricultura
Os bovinos para carne, os merinos para carne e lã e o trigo são agricultados no distrito.

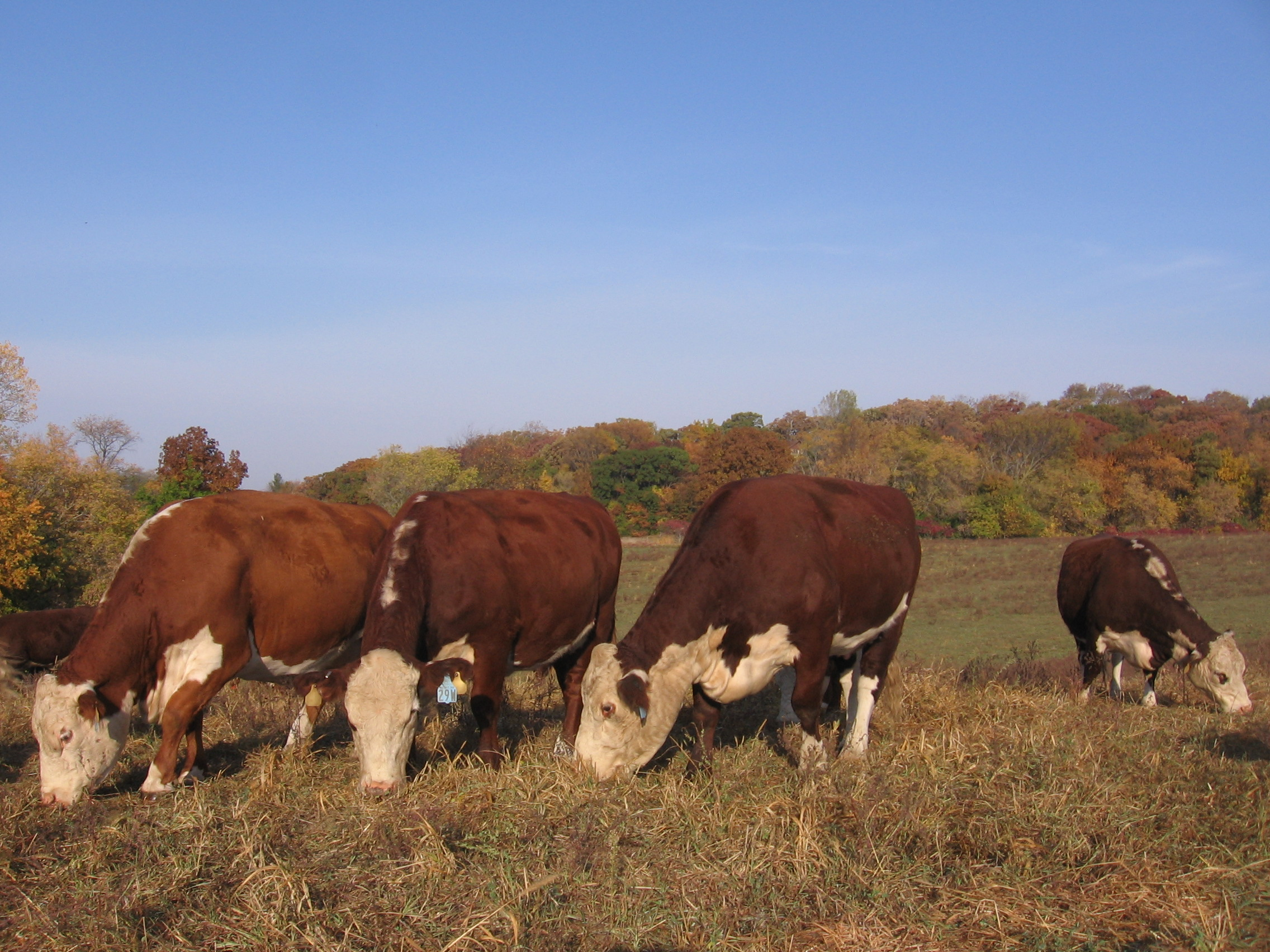
os bovinos para carne
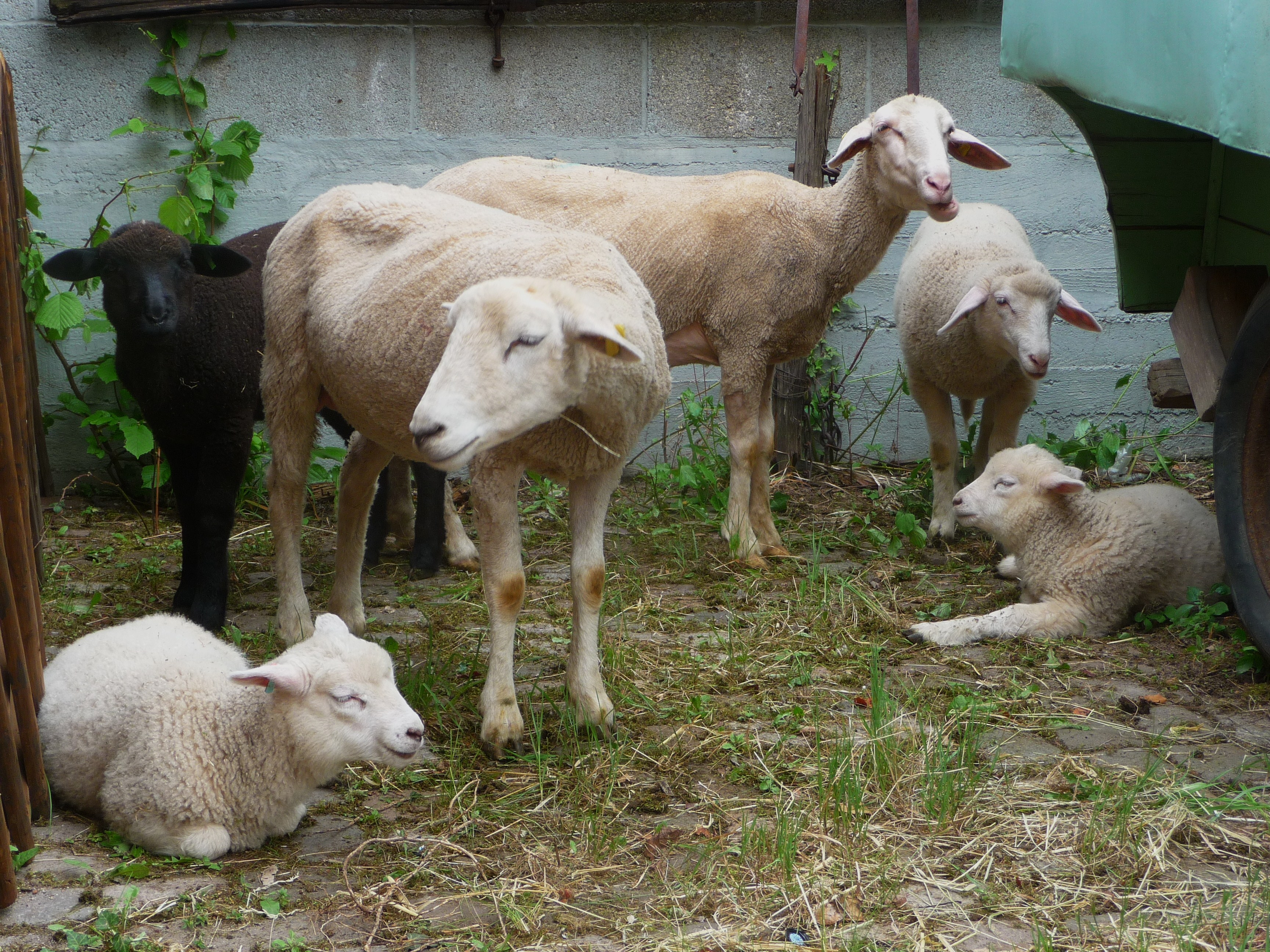
os merinos
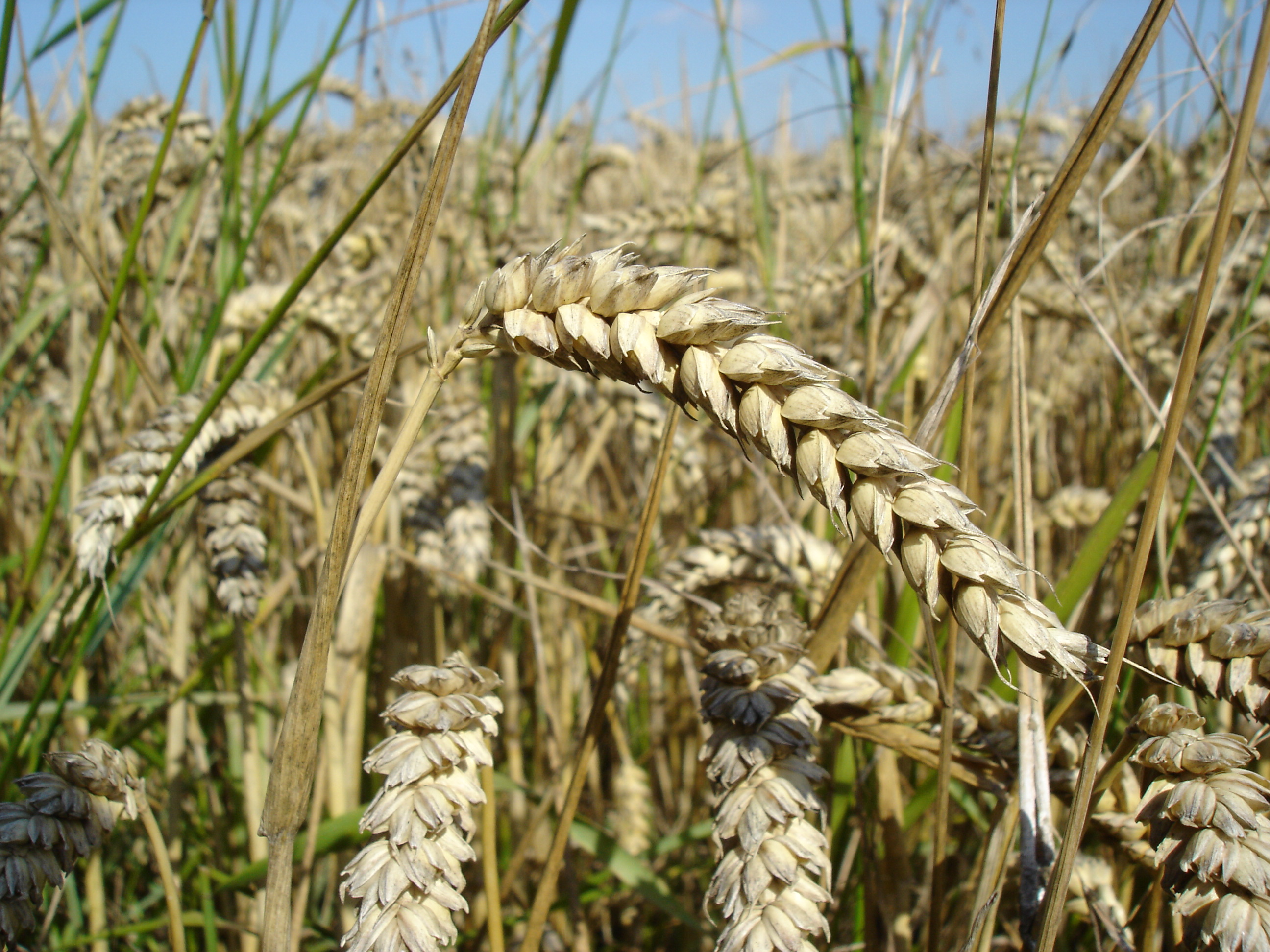
o trigo

## Clima
Barraba vivencia os verões quentes e húmidos, e os invernos frios e secos. A temperatura mais alta registada é 41,8°C e a temperatura mais baixa registada é -9,4°C.  A precipitação anual média é 688,7 mm e a precipitação diária mais alta registada é 194,3 mm que caiu na 25 de Fevereiro 1955.

## Abastecimento de água
Antes da construção da Barragem Rocha Quebrada  (em inglês: Split Rock Dam) Barraba extraiu a sua água do Rio Manilla, do Riacho Barraba e da Barragem do Riacho Connors. Quando esses fontes foram diminuídos, a aldeia extraiu a sua água de poços de emergência.
A Barragem Rocha Quebrada foi construída em 1988 e uma conduta de água da barragem a Barraba foi completada em 2015. 

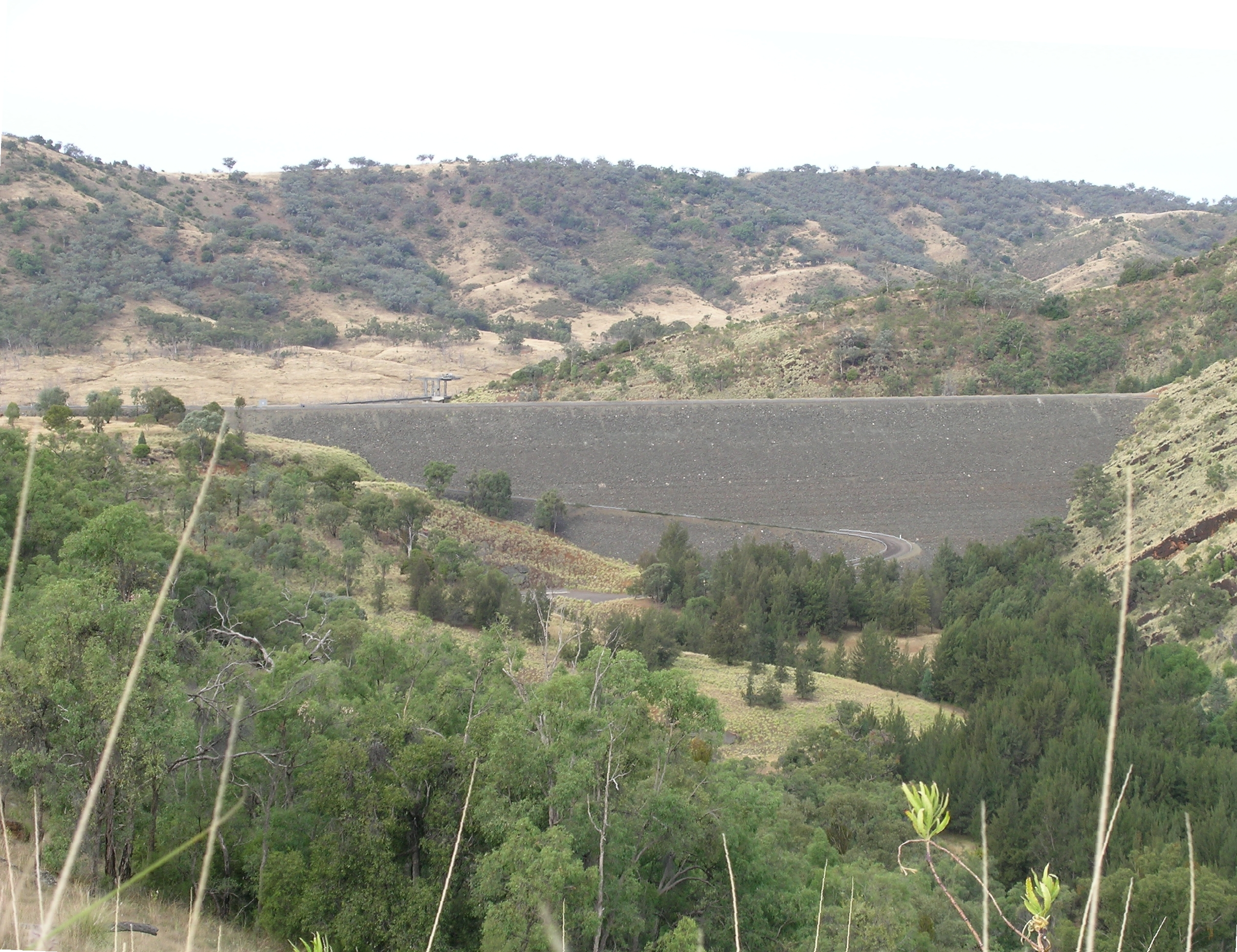
A Barragem Rocha Quebrada

## Galeria

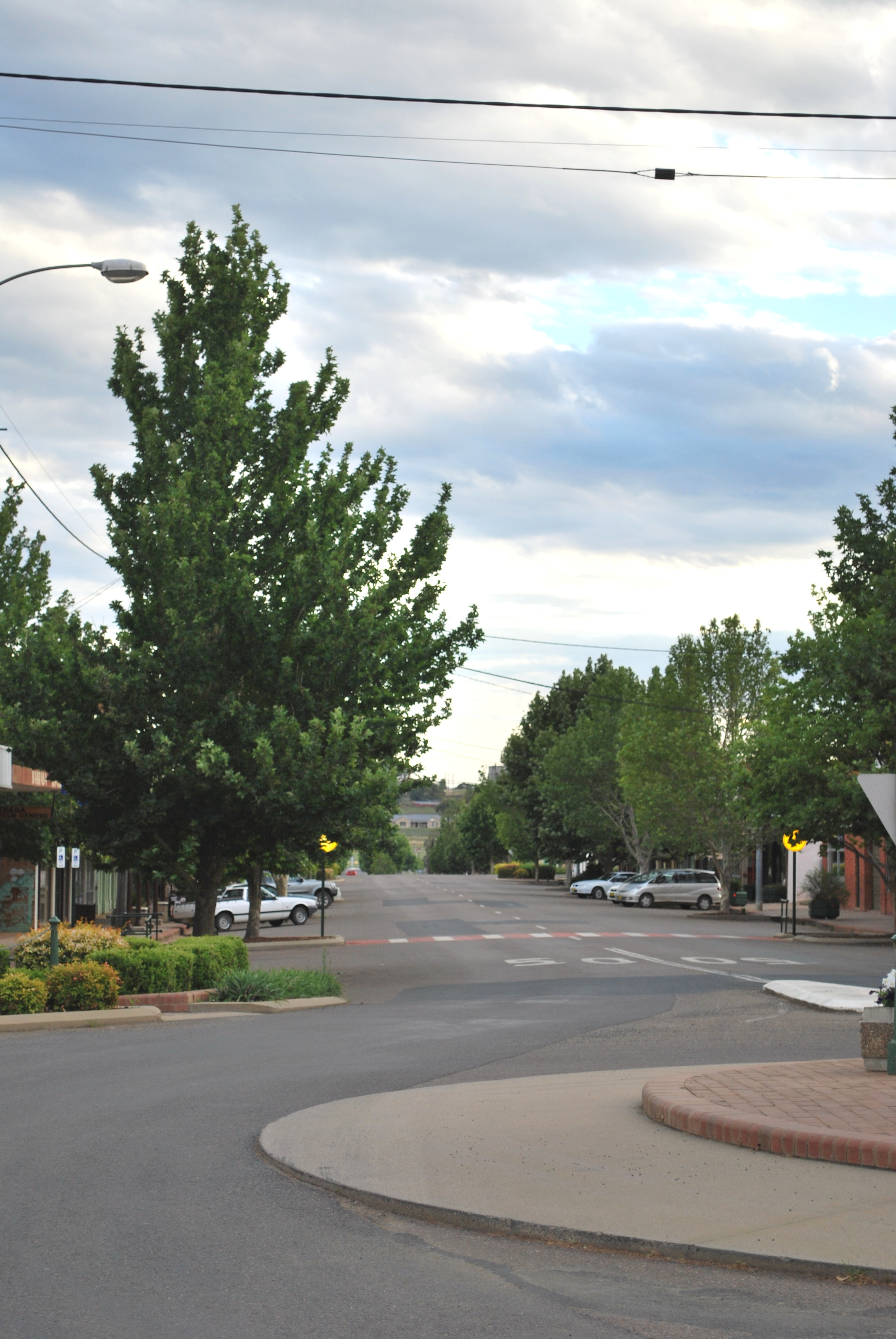
Queen Street é a principal rua de Barraba
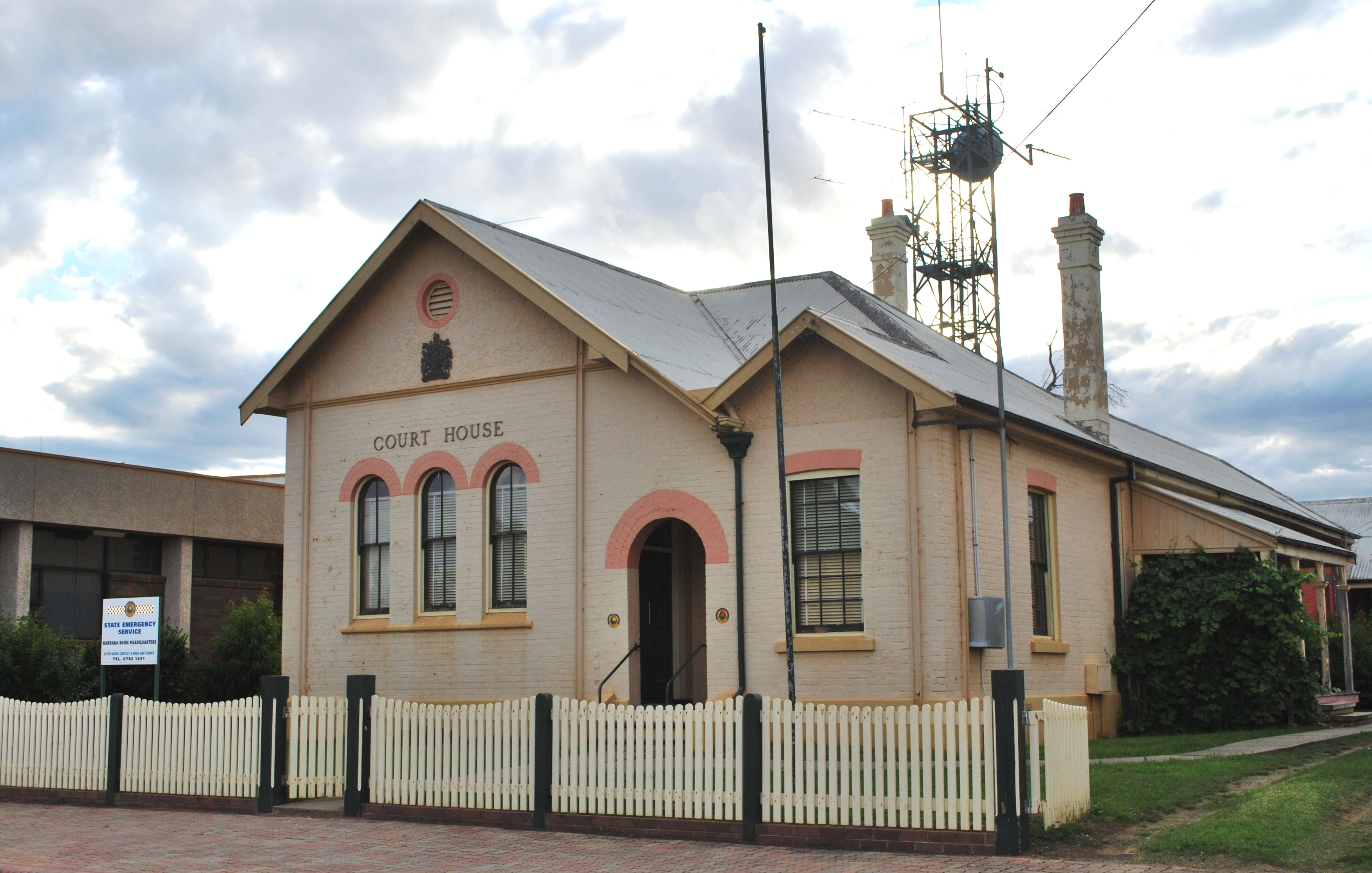
O tribunal, Barraba
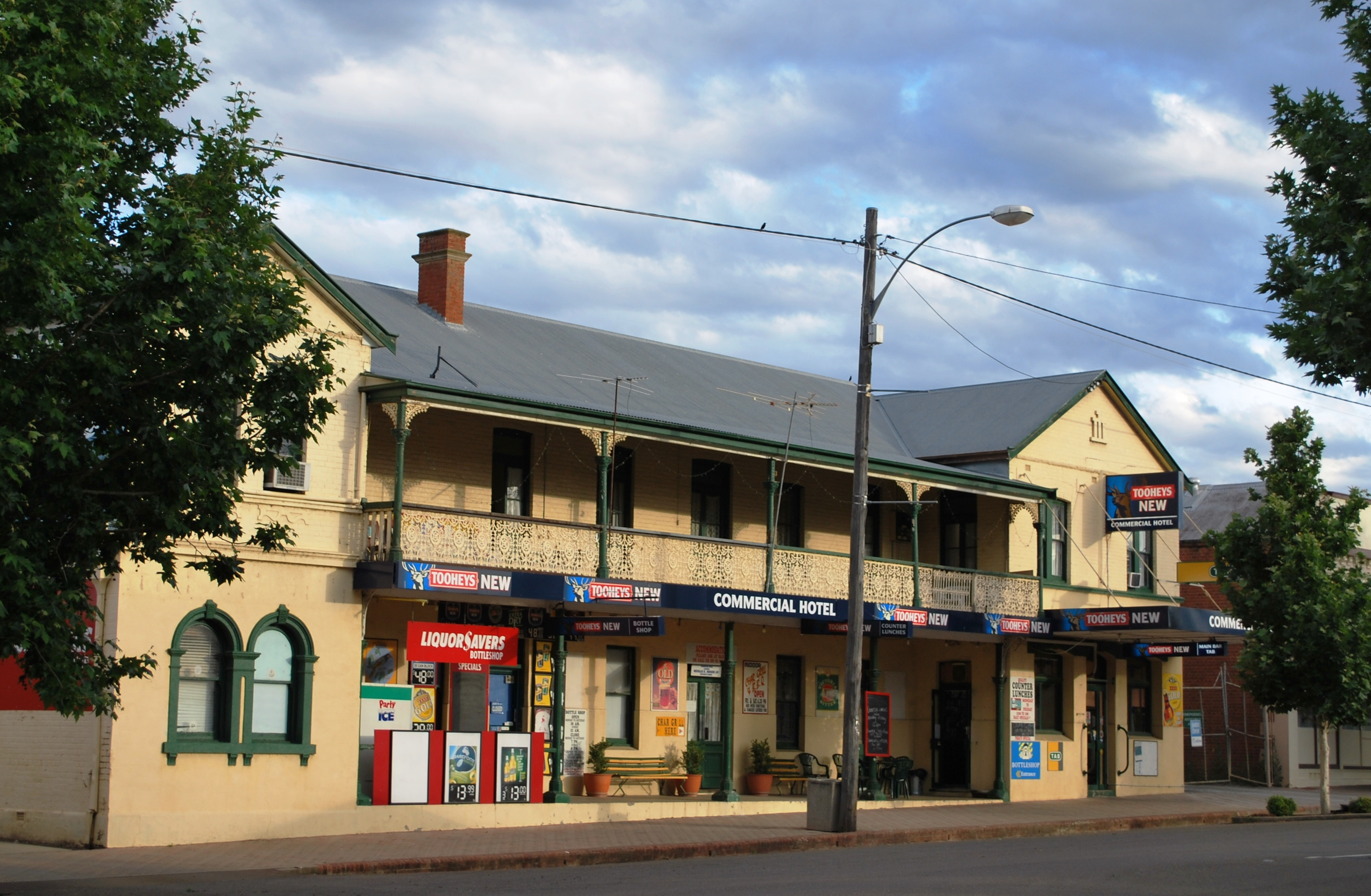
O Hotel Commerical, Barraba
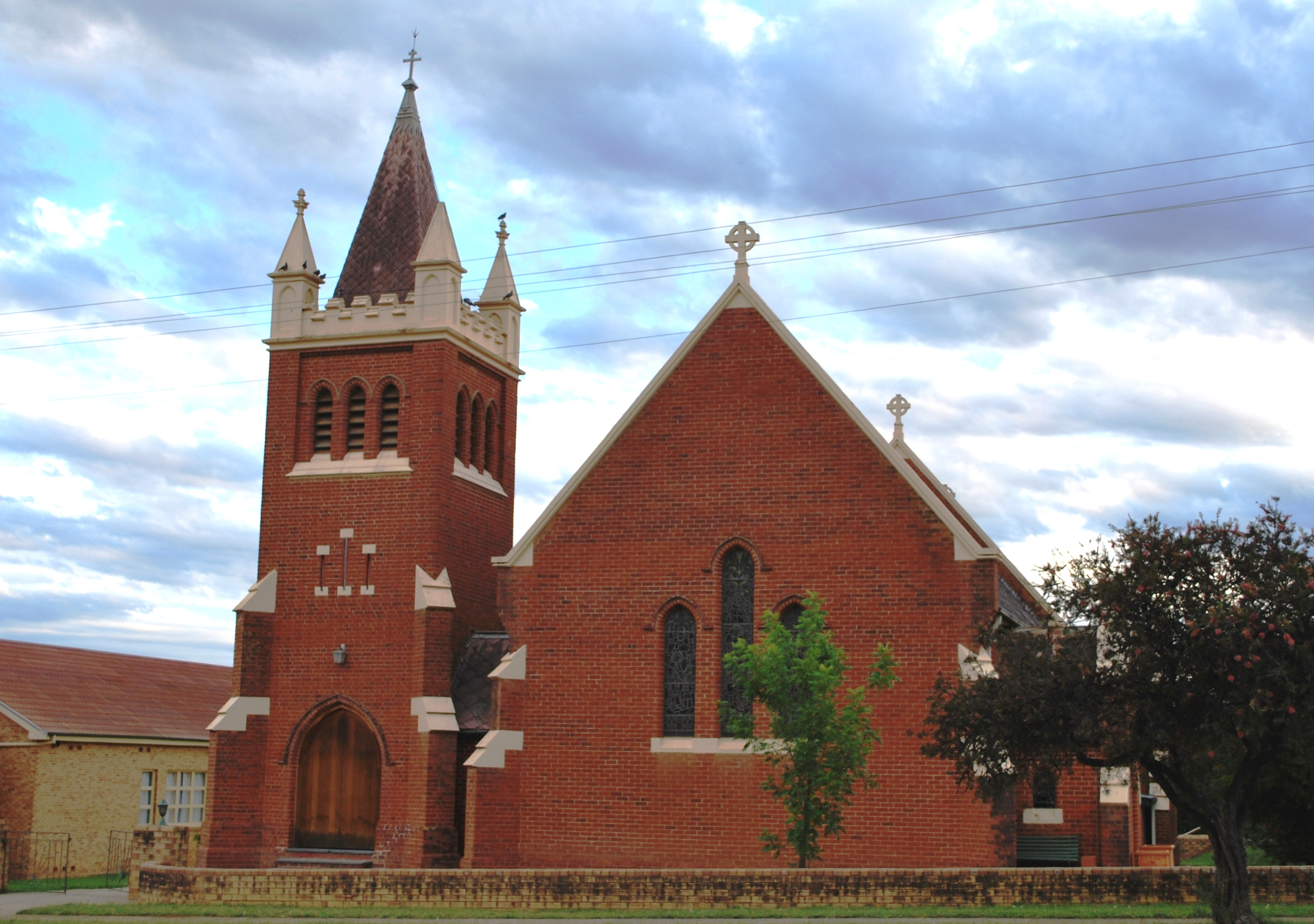
A igreja anglicana, Barraba
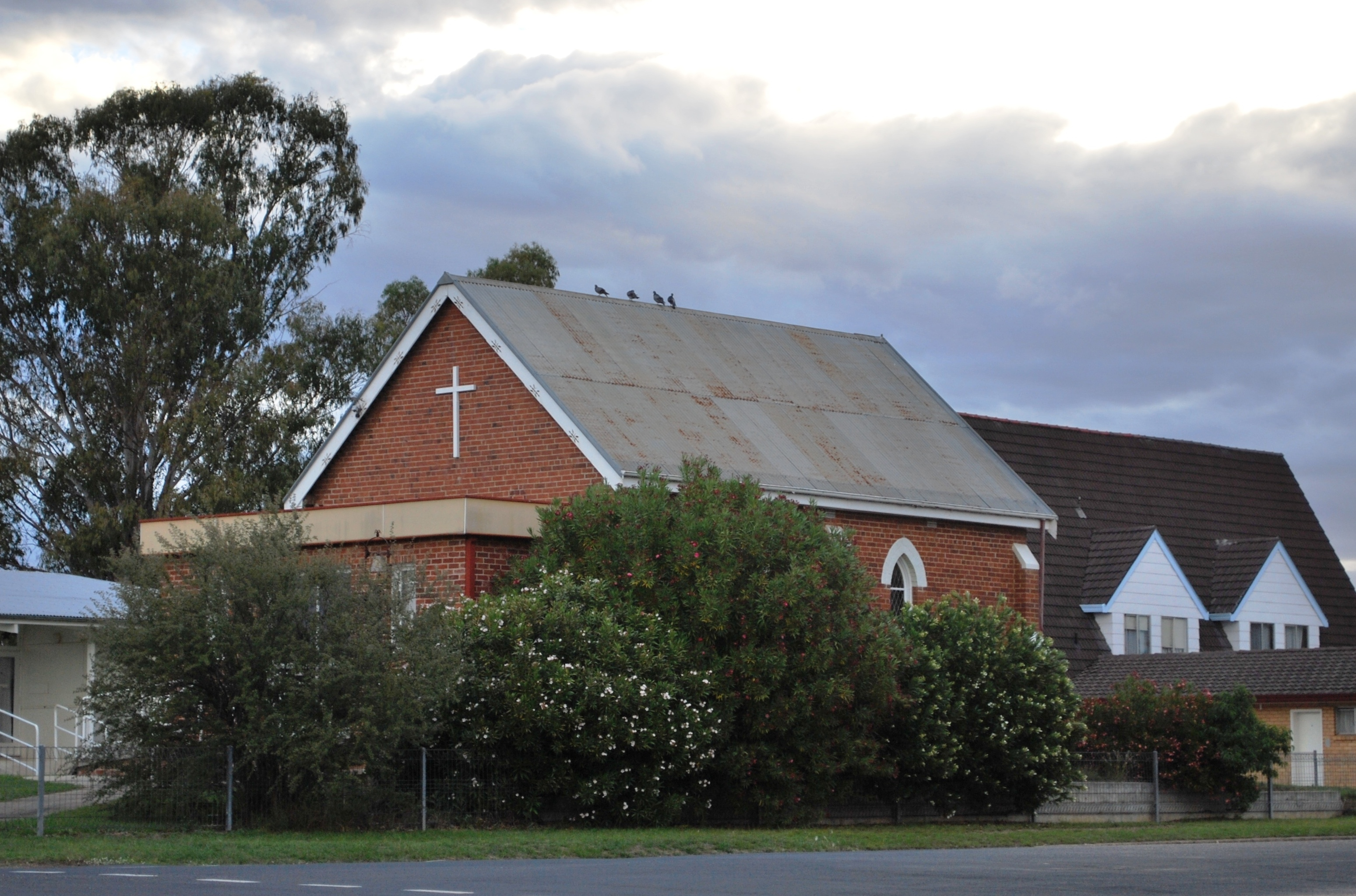
A igreja metodista, Barraba
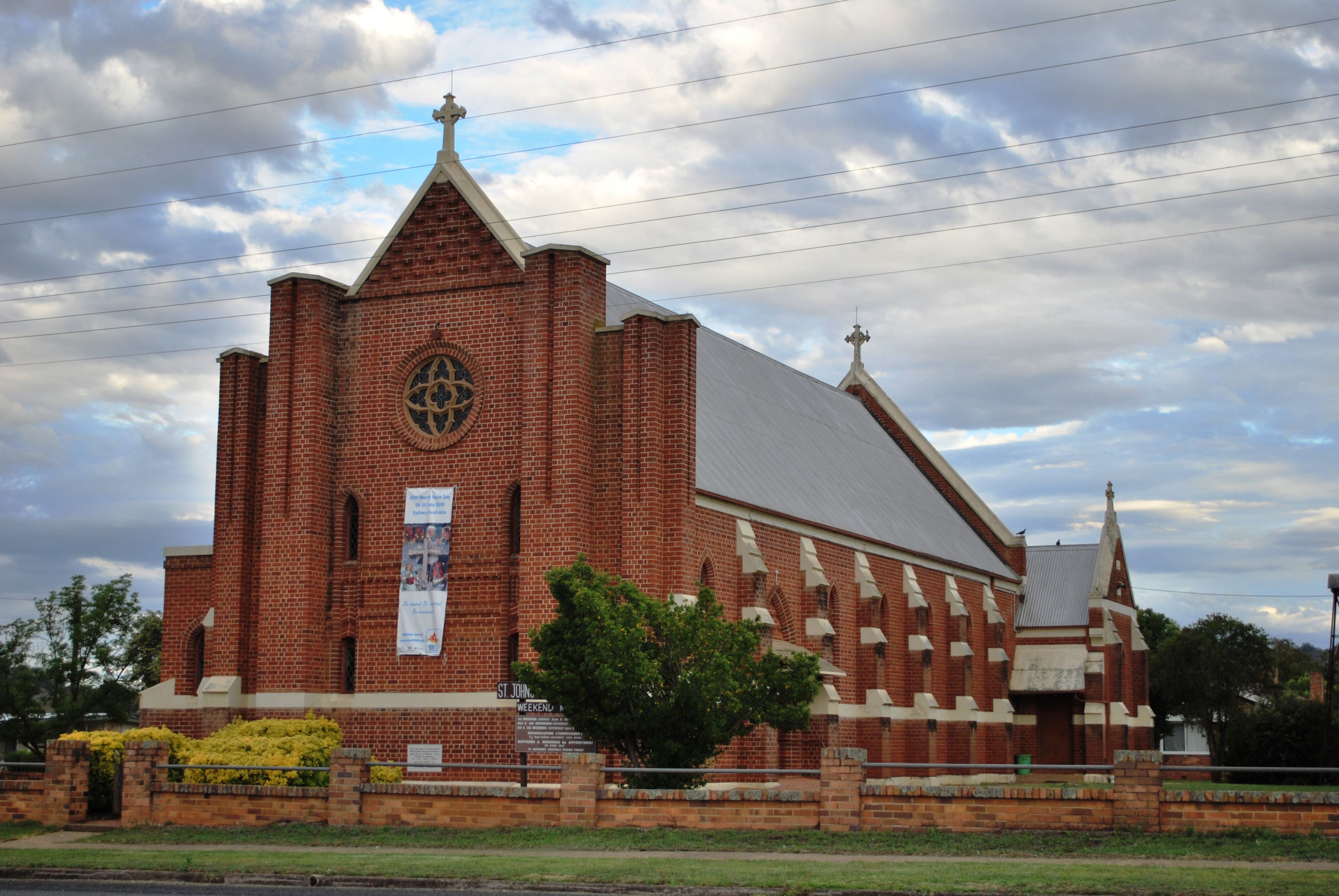
A igreja católica, Barraba
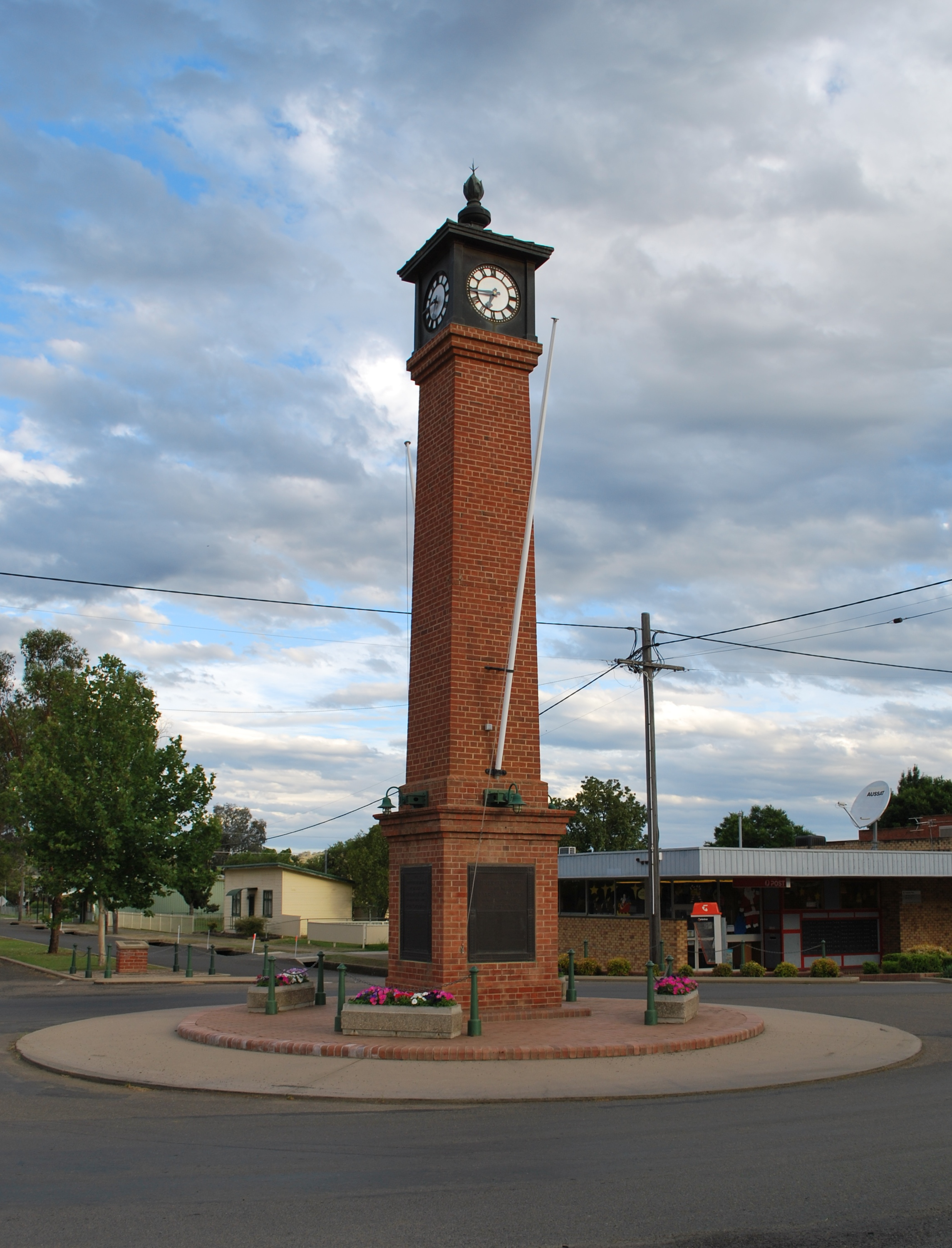
A torre de relógio, Barraba
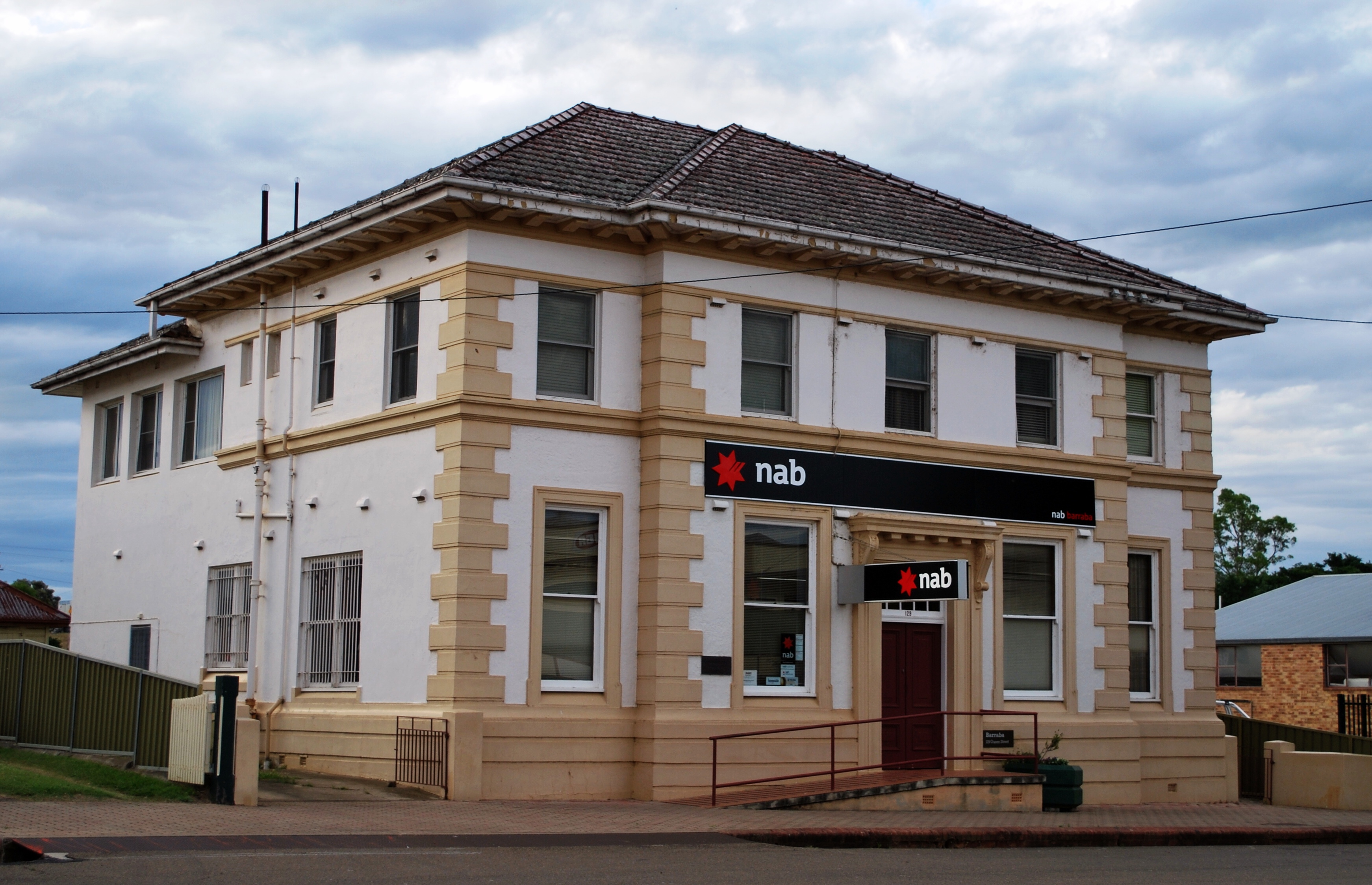
O primeiro banco, Barraba